# Hardsnuithaai
De hardsnuithaai (Carcharhinus macloti) is een haai uit de familie van de requiemhaaien.

## Natuurlijke omgeving
De hardsnuithaai komt voor in de Indische Oceaan en het westen van de Grote Oceaan. Meer in detail van west naar oost bij Kenia, Tanzania, Pakistan, India, Sri Lanka, Andamanzee, Myanmar, Vietnam, China, Taiwan, Hongkong, Nieuw-Guinea en de Arafurazee.

## Synoniemen
- Carcharias macloti - Müller & Henle, 1839[2]
- Hypoprion macloti - (Müller & Henle, 1839)[2]

Zwartsnuithaai (C. acronotus) · Zilverpunthaai (C. albimarginatus) · Grootsnuithaai (C. altimus) · Sierlijke haai (C. amblyrhynchoides) · Grijze rifhaai (C. amblyrhynchos) · Varkensooghaai (C. amboinensis) · Borneohaai (C. borneensis) · Koperhaai (C. brachyurus) · Tolhaai (C. brevipinna) · Nerveuze haai (C. cautus) · Pacifische kleinstaarthaai (C. cerdale) · Witwanghaai (C. dussumieri) · Zijdehaai (C. falciformis) · Kreekhaai (C. fitzroyensis) · Galapagoshaai (C. galapagensis) · Pondicherryhaai (C. hemiodon) · Fijntandhaai (C. isodon) · Gladtandzwarttiphaai (C. leiodon) · Stierhaai (C. leucas) · Zwartpunthaai (C. limbatus) · Oceanische witpunthaai (C. longimanus) · Hardsnuithaai (C. macloti) · C. macrops · Zwartpuntrifhaai (C. melanopterus) · Schemerhaai (C. obscurus) · Caribische rifhaai (C. perezii) · Zandbankhaai (C. plumbeus) · Atlantische kleinstaarthaai (C. porosus) · Zwartstiphaai (C. sealei) · Nachthaai (C. signatus) · Vlekstaarthaai (C. sorrah) · Australische zwartpunthaai (C. tilstoni)